# イカロス出版
イカロス出版株式会社（イカロスしゅっぱん、英: IKAROS PUBLICATIONS, LTD.）は東京都千代田区に本社を置く日本の出版社。
航空、鉄道、ミリタリー、レスキュー関連の出版物を多く発行するとともに、航空関連職種志望者向けの教育事業も行っている。
インプレスホールディングスの完全子会社であり、同グループにおける事業セグメントとしては「航空・鉄道」に属する。

## 概要
旅客機マニア向け雑誌をメインに発行しており、現在では乗り物関係から、語学系、フラダンス、オカルト、農業、海外旅行まで、そのジャンルは多岐にわたる。
いわゆる一般読者向けの出版物にとどまらず、航空関連職種志望者を対象とする就職情報誌「エアステージ」などその業種を目指す読者向けの出版物を発行しているのも特徴的である。
客室乗務員、グランドスタッフ、パイロット、航空管制官など航空関連職種受験志望者向けの通信・通学講座「イカロス・アカデミー」を開講し、教育事業も行っている。
かつては、乗り物関連の各種商品を扱う「のりもの倶楽部」という名の実店舗も運営していたが、2017年9月30日をもって閉店した。
設立以来長らく独立系の出版社だったが、2021年8月にインプレスホールディングスの完全子会社となった。

## 沿革
- 1980年7月23日、航空新聞社（1958年創立[4]）にいた帆足孝治（初代社長）、伊地知猛（2代目社長のち会長）、塩谷茂代により航空関連の専門出版社として設立[5]
- 1985年 エアショップイカロス（後の「のりもの倶楽部」）開店[3]
- 1985年10月 教育事業部を開設し、航空就職のための通信教育事業を開始[6]
- 1988年9月 客室乗務員、グランドスタッフ受験のための通学スクール「イカロス・スチュワーデス受験教室」を開講[6]
- 2001年1月 「イカロス・スチュワーデス受験教室」を「イカロス・アカデミー」に変更[6]
- 2004年3月 本社および「のりもの倶楽部」を神楽坂から市ヶ谷に移転
- 2010年1月 教育事業を、事業分割のため、関連会社シンプランニングに移管[6]
- 2017年9月30日 「のりもの倶楽部」閉店
- 2021年8月2日 株式取得額 13億円でインプレスホールディングスによる完全子会社化[7]
- 2021年9月 教育事業を、シンプランニングから再移管[6]
- 2022年1月25日 本社を新宿区市谷本村町からインプレスホールディングス本社と同所の千代田区神田神保町に移転[8]
- 2023年11月28日 希望退職の募集を発表[9]
- 2024年4月1日 イカロス出版と同様にインプレスホールディングスの連結子会社で鉄道・旅・歴史関連の書籍を出版していた、株式会社天夢人を吸収合併[10]

## 出版物

### 定期刊行誌
- エアライン
- エアステージ
- J-Wings
- J-SHIPS
- J-Ground EX
- Jトレイン
- Jレスキュー
- 路面電車EX
- 通訳翻訳ジャーナル
- MILITARY CLASSICS
- MC☆あくしず
- N（エヌ）
- 素敵なフラ・スタイル
- パラワールド
- 旅と鉄道（天夢人より継承）

### 過去に発行されていた雑誌
- のりもの倶楽部
- J-Police
- J-Ground
- スカイスポーツ
- rasin・ラシン
- ベリーダンス・ジャパン